# Power Rangers (cortometraje)
Power/Rangers es un cortometraje de ciencia ficción y fan film basado en la franquicia Power Rangers. Fue producido y dirigido por Joseph Kahn. El cortometraje fue subido a internet el 24 de febrero de 2015.

## Argumento
Tras la última batalla entre los Power Rangers y el Imperio de las Máquinas, la Comunidad Internacional acuerda una tregua con estos últimos con el resultado de la disolución de los Rangers.
Varios años después, Rocky: segundo Ranger Rojo, ha cambiado de bando por su rechazo a las políticas de sus antiguos compañeros de utilizar a adolescentes en el campo de batalla. A continuación aparece en una sala interrogando a Kimberly Hart: Ranger Rosa para sonsacarle información sobre el paradero de Tommy Oliver: Ranger Verde/Blanco.
A modo de flashbacks explica el trágico destino de sus antiguos compañeros: Jason: Primer Ranger Rojo muere acribillado a las ocho horas de casarse con Kimberly después de que Bulk y Skull descubran el paradero de estos a las fuerzas policiales, Zack: Ranger Negro, al igual que Rocky, también se pasa al lado de las Maquinas en busca de más acción, poco después es asesinado mientras se entrenaba después de mantener un trio con quienes fueran sus primeras némesis: Divatox y Scorpina, y Billy Cranston: Ranger Azul es un hombre de negocios dedicado a la manufacturación de armas convirtiéndose en multimillonario, sin embargo se suicida sin motivo aparente a pesar de su solvencia siendo de los pocos que habían prosperado.
Cuando Rocky acusa a Tommy de estar detrás de los asesinatos de los demás Rangers, Kimberly rechaza tales aseveraciones puesto que no le había vuelto a ver desde el funeral de Trini: Ranger Amarilla fallecida antes de negociarse la tregua. Rocky por su parte admite conocer los detalles y que solo utiliza a Kimberly como cebo para atraer a Tommy, el cual irrumpe en la sala matando a sus guardias para enfrentarse al fin con Rocky, pero cuando todo parece decidido a favor del antiguo Rojo, Kimberly le mata tras hacerse con un arma ligera.
Conocedor de que Kimberly falleció en sus brazos durante la última contienda, Tommy exige saber "quién es". Enseguida se revela que fue ella la responsable de las muertes de los demás Rangers al igual que de Bulk y Skull a la par que se desvela la verdadera identidad de Kimberly: Rita Repulsa en su afán por hacerse con la humanidad. A continuación empieza un nuevo duelo sin revelarse el final.

## Reparto

### Power Rangers
- James Van Der Beek es Rocky, 2.º Power Ranger Rojo.
- Katee Sackhoff es Kimberly, Power Ranger Rosa.
- Russ Bain es Tommy, Power Ranger Verde/Blanco.
- Gichi Gamba es Zack, Power Ranger Negro.
- Yves Bright es Billy, Power Ranger Azul.
- Stevin Knight es Jason, 1.er Power Ranger Rojo.
- Camilla Lim es Trini, Power Ranger Amarilla.

### Adicionales
- Will Yun Lee es General Klank.
- Tony Gómez es Bulk.
- Matt Obja es Skull.
- Bree Olson es Divatox.
- Amia Miley es Scorpina.
- Carla Pérez es Rita Repulsa.
- Steffane Melanga es Cestria.

## Recepción

### Producción
El cortometraje fue subido a internet el 24 de febrero de 2015 en dos versiones, una de ellas, subida a Vimeo, incluye una breve escena de desnudez a diferencia de YouTube.

### Críticas
Las críticas fueron en su mayoría positivas. Varios actores de Mighty Morphin Power Rangers como Amy Jo Johnson y Steve Cardenas alabaron la labor de producción. Por otro lado, Jason David Frank, quien interpretara a Tommy declaró que el film era "demasiado oscuro" para lo que debería ser una serie dirigida al público infantil, sin embargo elogió el esfuerzo de los fanes.

### Controversia con Saban
El cortometraje llegó a hacerse viral en Vimeo el mismo día de la subida. Ante esto, Saban Capital Group exigió la retirada del vídeo por infracción del copyright al ser los propietarios de los derechos de la serie. La misma suerte corrió en YouTube al día siguiente. No obstante se volvieron a subir con licencia NSFW.